# Korintská přilba

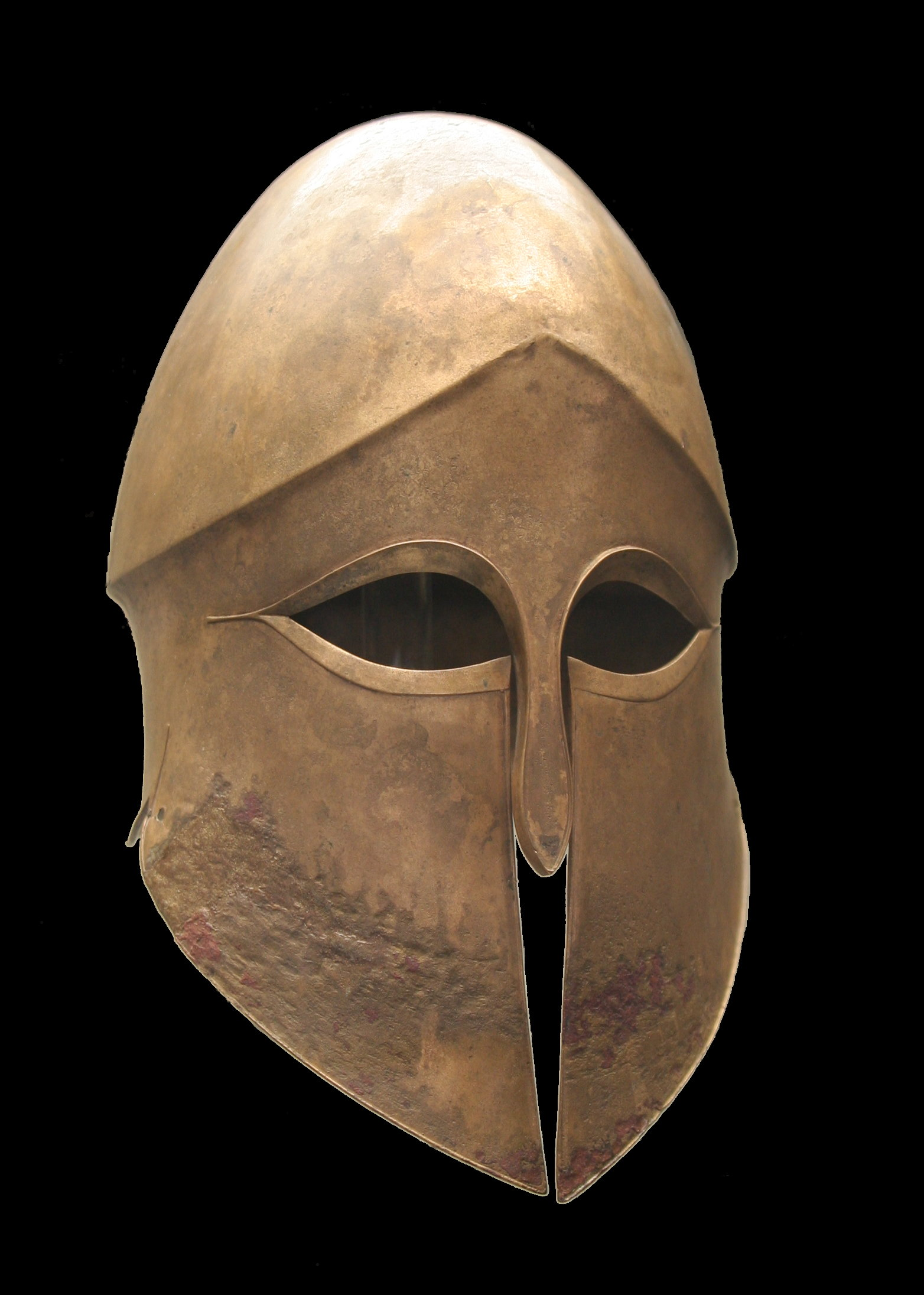
Bronzová korintská přilba (~500 př. n. l.)

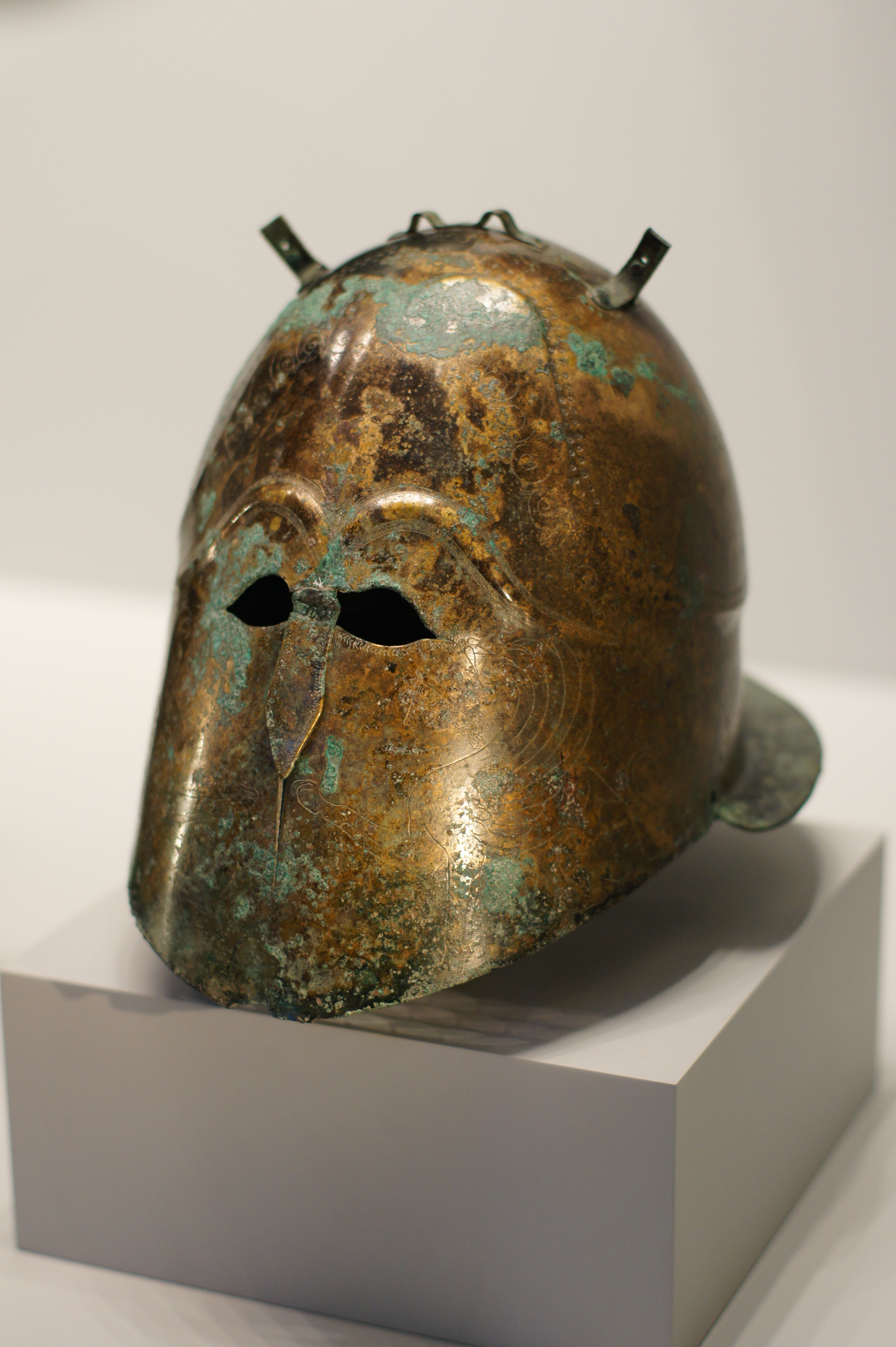
Italsko-korintská přilba – protože se nosila na temeni hlavy, otvory pro oči měly pouze ozdobnou (a možná i větrací) funkci

Korintská přilba (starořecky κόρυς κορινθιή, korys korinthié; novořecky κορινθιακό κράνος, korinthiako kranos), byla starověká řecká přilba z bronzu, jež se od 7. stol. př. n. l. stala nejoblíbenější a nejtypičtější přilbou řeckého světa. Její název je odvozen od peloponéského města Korint. Později se používala i v rané římské armádě a stala se tak součástí římské uniformy.
Rané korintské přilby byly jednodušší, s mohutnými lícnicemi, chráničem krku a neměly ušní otvory. Přilba mohla mít i pevný chochol. V pozdějších stoletích se objevuje novější typ, s velkými tvarovanými lícnicemi, otvorem na uši a znázorněním očí. Většina přileb měla pevný chochol různých barev. Některé spartské modely měly příčný chochol. Přilbu si bojovníci v čase mimo vlastní boj vytahovali na temeno hlavy; Římané dokonce vymysleli model, který se nosil pouze na temeni (takže nekryl tvář), tzv. italo-korintskou přilbu.
Korintské přilby byly častým námětem pro umělce, kteří je malovali bojovníkům na vázách, nebo byly součástí soch. Od jihoitalských Řeků tuto přilbu převzali Etruskové a od nich pak italické kmeny a tak se dostala do etruské a raně římské uniformy. Z římské armády byla tato přilba vyřazena někdy v 2. stol. př. n. l., asi po Mariových reformách, ale již předtím byla spíše vzácností. V řeckých helénistických státech se používala stále, až do jejich podmanění Římem. Poslední armáda, která je používala, byla ptolemaiovská armáda v Egyptě. I když se už korintská přilba v armádě nepoužívala, stále se vyráběla, jelikož si ji oblíbili i mnozí císaři. Často ji nosili na bojiště a díky svému archaickému vzhledu byla oblíbená. Umělci ji často zobrazovali v mozaikách, malbách, či sochařských dílech. Zcela se přestala vyrábět pravděpodobně ve 3. století a od té doby se nevyskytuje ani v umění. Pozdější římské helmy žebrová a hřebenová byly však korintským přilbám podobné.